# Ligne de Lepsény à Veszprém
La ligne de Lepsény à Veszprém ou ligne 27 est une ligne de chemin de fer de Hongrie. Elle relie Lepsény à Veszprém.